# Yo fui médico del diablo
Yo fui médico del diablo es una novela de 1970, escrita por Enrique Sánchez Pascual bajo el pseudónimo del protagonista de dicha novela, el médico Karl von Vereiter.

## Trama
Karl Von Vereiter es un médico del ejército alemán, durante la Segunda Guerra Mundial. Mientras se encuentra en el frente ruso, recibe la noticia del fallecimiento de su madre, por lo que obtiene un permiso para ir a su ciudad natal, Berlín. Una vez allí es traicionado por su mujer y el amante (un oficial de las SS) y se le acusa de prestar ayuda a los judíos. Debido a esto es arrestado y enviado al castillo de Dachau, el cual funcionaba como un campo de concentración y "hospital" de experimentos, en el cual se realizaban todo tipo de atrocidades con judíos, gitanos, homosexuales, etc. El doctor Klüberg pasa de ser un simple preso a realizar diversos experimentos, siempre en contra de su voluntad y bajo coacción.